# 67 î.Hr.

## Nașteri
- dată necunoscută: So Seo-no  (d. 6 î.Hr.)